# Tamás Menyhért
Tamás Menyhért, születési nevén Tamási Menyhért (Hadikfalva, 1940. július 24. – Budapest, 2025. március 27.) a Nemzet Művésze címmel kitüntetett, Kossuth- és József Attila-díjas magyar költő, író, műfordító. A Magyar Művészeti Akadémia rendes tagja (2002).

## Élete
Tamás Lajos és Kiss Emerencia házasságából született a bukovinai Hadikfalván, szülei a Bácskában való letelepedés után menekültek a Dunántúlra, és Kisdorogon települtek le. Középiskolai tanulmányait Bonyhádon a Petőfi Sándor Gimnáziumban végezte.
Érettségi után Budapestre költözött, két esztendeig segédmunkásként dolgozott, majd miután 1961–1963 között elvégezte a Magyar Újságírók Országos Szövetsége (MÚOSZ) Újságíró Iskoláját, hét évig üzemi lapos újságíróként dolgozott. 1968-ban került a Népszava szerkesztőségébe, előbb irodalmi rovatot, 1987–1990 között a kulturális rovatot vezette, 1990–91-ben pedig főszerkesztő-helyettesként tevékenykedett. 
1986–2008 között a Magyar Írószövetség választmányi tagja. 1993–94-ben a Magyar Rádió felügyelőbizottságának tagja, 1996–2005 között a Magyar Alkotóművészek Országos Egyesületének (MAOE) elnökségi tagja, 1999–2005 között alelnöke, 2010 óta pedig a Magyar Művészeti Akadémia tagja volt. 2024-ben elnyerte a Nemzet Művésze címet.
Verseiben, regényeiben a bukovinai székelyek tragikus élményeit, a Kárpát-medencei kisebbségek sorsközösségeit örökíti meg. Műveiből számos hangdráma készült.

## Művei
- Szövetségben a fákkal; Szépirodalmi, Budapest, 1974
- Küszöbök (versek, 1978)
- Messzülő ég (versek, 1980)
- Vigyázó madár. Az utolsó fejezet apám regényéből; Szépirodalmi, Budapest, 1981
- Holtág (kisregény, 1983)
- Esőrácsok (kisregény, 1984)
- Mérleges idő (kisregény, 1985)
- Előcsend. Regény léptekre, ajtónyílásra és madaras ébredésre; Szépirodalmi, Budapest, 1986
- Balbina (kisregény, 1987)
- Forradások (kisregény, 1989)
- A Szent Anna-tó regéje (regény, 1989)
- HELYtelen (versek, 1991)
- Cserefának füstje (kisregények, 1991)
- Koponyák völgye. Válogatott és új versek 1965–1992 (1992)
- Vesztett szavak (versek, 1994)
- Az űzetett király (rádiódráma, 1996)
- Állomások (1997)
- Magyar regény, avagy utak szószakadásban (kisregény, 1997)
- In memoriam Tamási Áron. Zeng a magosság – szerk. (1997)
- Fuss akár a szarvas, fuss (rádiódráma, 1999)
- Árnyék-érintésben (versek, 1999)
- A csodabárány (regény, 2000)
- Hovátlan utak (válogatott kisregények, 2000)
- A kőgörgető; Nap, Budapest, 2001
- Bűnfenyítők és befogottak. Dráma két felvonásban, elő- és utójátékkal; Nap, Budapest, 2002
- Mikes – Tamási (két monodráma, 2004)
- Halparádé; Littera Nova, Budapest, 2005
- Rousseau kezét fogom. Pilis-hegyi szószín-képek. Tamás Menyhért szonettjei Ráfael Csaba fényképfelvételeihez; Nap, Budapest, 2006
- Kísértések. Válogatott és új versek; Felsőmagyarország, Miskolc, 2006
- Utazás Bekóciába (gyermekversek, 2008)
- Rések (versek, 2008)
- Alkonyút (2010)
- Évgyűrűk olvasata (versek, 2012)
- Tanúságtevők (három dráma, 2013)
- Holtak vigasza (versek Móser Zoltán rajz- és fotókompozícióira, 2014)
- Elfelé utak I-II. (Válogatott és új versek, Regények, 2015)
- Észre-írt strófák (új versek, 2019)
- Elfelé utak – Au détour du chemin (kétnyelvű versválogatás, franciára fordította: Király Ibolya, 2019)
- Vigyázó madár (kisregény, Székely Könyvtár 72. kötete, 2019)
- Utazás Bekóciába, Halparádé (gyermekversek, Nap Kiadó, 2020)
- Trianon szédületében (Válogatott és új versek, Nap Kiadó, 2020)
- Az én Tamásim (Hódolat versben, drámában, prózában, Nap Kiadó, 2022)
- Zeng a magosság (In memoriám Tamási Áron, negyedik kiadás, Nap Kiadó, 2022)
- Újbóli leltár. Új versek, 2020–2022; Nap, Budapest, 2023
- Magamban viselt világ. Új versek, 2023; Nap, Budapest, 2023

## Díjak, elismerések
- Móricz Zsigmond-ösztöndíj (1974)
- A Művészeti Alap Elsőkötetesek Díja (1974)
- Babits-emlékplakett (1982)
- József Attila-díj (1984)
- SZOT-díj (1986)
- Arany János-díj (2009)
- Balassi Bálint-emlékkard (2011)
- Magyarország Babérkoszorúja díj (2015)[8]
- Kossuth-díj (2019)
- Magyar Örökség díj (2023)
- A Nemzet Művésze (2024)[9]